# Cerastis pallescens
Cerastis pallescens är en fjärilsart som beskrevs av Butler 1878. Cerastis pallescens ingår i släktet Cerastis och familjen nattflyn. Inga underarter finns listade i Catalogue of Life.